# ルイス・ブリンソン
ルイス・ラモント・ブリンソン（Lewis Lamont Brinson、1994年5月8日 - ）は、 アメリカ合衆国フロリダ州フォートローダーデール出身のプロ野球選手（外野手）。右投右打。メキシカン・リーグのアグアスカリエンテス・レイルロードメン所属。

## 経歴

### プロ入りとレンジャーズ傘下時代
2012年のMLBドラフト1巡目（全体29位）でテキサス・レンジャーズから指名され、プロ入り。契約後、傘下のルーキー級アリゾナリーグ・レンジャーズでプロデビュー。54試合に出場して打率.283、7本塁打、42打点、14盗塁を記録した。
2013年はA級ヒッコリー・クロウダッズでプレーし、122試合に出場して打率.237、21本塁打、52打点、24盗塁を記録した。
2014年はA級ヒッコリーとA+級マートルビーチ・ペリカンズでプレーし、2球団合計で113試合に出場して打率.288、23本塁打、70打点、17盗塁を記録した。
2015年はA+級ハイデザート・マーベリックスと、AA級フリスコ・ラフライダーズ、AAA級ラウンドロック・エクスプレスでプレーし、3球団合計で100試合に出場して打率.332、20本塁打、69打点、18盗塁を記録した。オフにはアリゾナ・フォールリーグに参加し、サプライズ・サグアロスに所属した。
2016年はルーキー級アリゾナリーグ・レンジャーズとAA級フリスコでプレーした。

### ブルワーズ時代

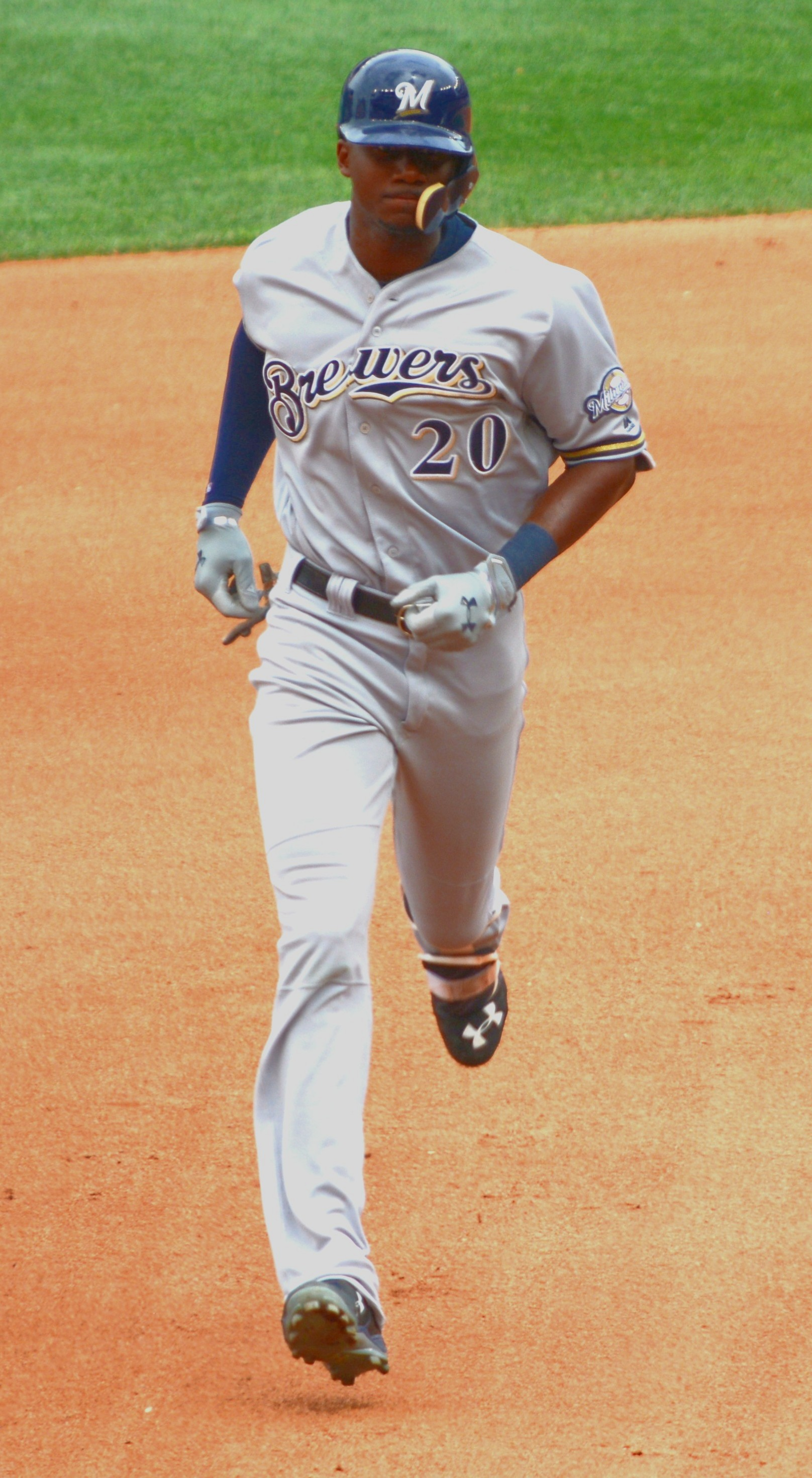
ミルウォーキー・ブルワーズ時代
(2017年7月27日)

2016年7月31日にジョナサン・ルクロイ、ジェレミー・ジェフレスとのトレードで、ルイス・オルティーズ、後日発表選手と共にミルウォーキー・ブルワーズへ移籍した。移籍後は傘下のAAA級コロラドスプリングス・スカイソックスでプレーし、移籍前を含めて3球団合計で104試合に出場して打率.268、15本塁打、61打点、17盗塁を記録した。オフの11月18日にルール・ファイブ・ドラフトでの流出を防ぐために40人枠入りした。
2017年にMLB.comが発表したプロスペクトランキングでは15位、ブルワーズの組織内では1位にランクインした。シーズンでは開幕からAAA級コロラドスプリングスでプレー。6月10日にメジャー初昇格を果たし、翌11日のシカゴ・ホワイトソックス戦でメジャーデビュー。6月28日にオールスター・フューチャーズゲームのアメリカ合衆国選抜に選出された。7月26日のワシントン・ナショナルズ戦でショーン・ドゥーリトルからメジャー初本塁打を放った。この年メジャーでは21試合に出場して打率.106、2本塁打、3打点、1盗塁を記録した。

### マーリンズ時代
2018年1月25日にクリスチャン・イエリッチとのトレードで、イーサン・ディアス、マンテイ・ハリソン、ジョーダン・ヤマモトと共にマイアミ・マーリンズへ移籍した。この年は109試合に出場し、初の二ケタ本塁打となる11本塁打を放った。
2019年は、75試合に出場して打率.173、0本塁打、15打点という成績だった。
2020年は、47試合の出場で打率.226、3本塁打、12打点だった。外野手の守備では1失策に留めた。
2021年オフの11月30日にFAとなった。

### アストロズ傘下時代
2022年3月13日にヒューストン・アストロズとマイナー契約を結び、招待選手として同年のスプリングトレーニングに参加することになった。そして4日後に傘下のAAA級シュガーランド・スペースカウボーイズに配属された。AAA級シュガーランドでは85試合に出場して22本塁打を放った。

### ジャイアンツ時代
2022年8月31日にサンフランシスコ・ジャイアンツにトレード移籍した。ジャイアンツでは16試合に出場して打率.167、3本塁打、4打点という成績に終わり、9月21日にDFAとなった。9月24日にマイナー契約を結び直したが、10月6日にFAとなった。

### 巨人時代
2023年1月12日、読売ジャイアンツと1年契約を結んだ。背番号は42。4月4日の横浜DeNAベイスターズ1回戦では5安打し、最後の三塁打が事前に本塁送球されていたため二塁打扱いとなる幻のサイクルヒットとなった。6日の同戦では、2回に長打を放つも二・三塁間で停止しなかったため三塁走者の岡本和真が進塁せざるを得ず本塁死、さらに当初一死、この段階で二死だったのをアウトカウントを間違え交代と考え三塁を離塁した所をタッチアウトされる併殺となった。7月13日の広島東洋カープ戦で左手首を痛め登録抹消された。同月28日の中日ドラゴンズ戦で一軍に再昇格した。打球を確認しない悪癖があり長打を放っても二塁死や二塁走者時に打者のライナーが捕球されても帰塁の失敗などがあった。初球を見逃す癖を他チームに見透かされ成績が落ち大久保博元打撃コーチが指摘しても直さないため二軍落ちとなった事もあった。その後は2本の初球本塁打を記録している。最終的には88試合に打率.248、11本塁打、35打点を記録するも、走塁や守備で精細を欠くことが度々あった。12月1日に自由契約となった。

### メキシカン・リーグ時代
2024年4月30日にメキシカン・リーグのタバスコ・オルメクスに所属。5月28日にアグアスカリエンテス・レイルロードメンにトレードされた。

## プレースタイル
ゴールドグラブ賞3度のマイク・キャメロンと比較されるアスリートであり、将来は30本塁打30盗塁も達成可能と言われている。

## 詳細情報

### 年度別打撃成績
| 年 度    | 球 団    | 試 合 | 打 席 | 打 数 | 得 点 | 安 打 | 二 塁 打 | 三 塁 打 | 本 塁 打 | 塁 打 | 打 点 | 盗 塁 | 盗 塁 死 | 犠 打 | 犠 飛 | 四 球 | 敬 遠 | 死 球 | 三 振 | 併 殺 打 | 打 率 | 出 塁 率 | 長 打 率 | O P S |
| -------- | -------- | ----- | ----- | ----- | ----- | ----- | -------- | -------- | -------- | ----- | ----- | ----- | -------- | ----- | ----- | ----- | ----- | ----- | ----- | -------- | ----- | -------- | -------- | ----- |
| 2017     | MIL      | 21    | 55    | 47    | 2     | 5     | 0        | 1        | 2        | 13    | 3     | 1     | 0        | 0     | 0     | 7     | 1     | 1     | 17    | 0        | .106  | .236     | .277     | .513  |
| 2018     | MIA      | 109   | 406   | 382   | 31    | 76    | 10       | 5        | 11       | 129   | 42    | 2     | 1        | 0     | 2     | 17    | 2     | 4     | 120   | 6        | .199  | .240     | .338     | .557  |
| 2019     | MIA      | 75    | 248   | 226   | 15    | 39    | 9        | 1        | 0        | 50    | 15    | 1     | 1        | 2     | 1     | 13    | 1     | 6     | 74    | 8        | .173  | .236     | .221     | .457  |
| 2020     | MIA      | 47    | 112   | 106   | 14    | 24    | 6        | 0        | 3        | 39    | 12    | 4     | 0        | 0     | 0     | 6     | 0     | 0     | 30    | 2        | .226  | .268     | .368     | .636  |
| 2021     | MIA      | 89    | 290   | 274   | 24    | 62    | 14       | 0        | 9        | 103   | 33    | 1     | 1        | 1     | 1     | 13    | 0     | 1     | 72    | 5        | .226  | .263     | .376     | .639  |
| 2022     | SF       | 16    | 39    | 36    | 5     | 6     | 2        | 0        | 3        | 17    | 4     | 1     | 0        | 1     | 0     | 2     | 0     | 0     | 14    | 0        | .167  | .211     | .472     | .683  |
| 2023     | 巨人     | 88    | 294   | 282   | 25    | 70    | 16       | 0        | 11       | 119   | 35    | 1     | 2        | 0     | 2     | 9     | 3     | 1     | 71    | 4        | .248  | .272     | .422     | .694  |
| MLB：6年 | MLB：6年 | 357   | 1150  | 1071  | 91    | 212   | 41       | 7        | 28       | 351   | 109   | 10    | 3        | 4     | 4     | 58    | 4     | 12    | 327   | 21       | .198  | .246     | .328     | .574  |
| NPB：1年 | NPB：1年 | 88    | 294   | 282   | 25    | 70    | 16       | 0        | 11       | 119   | 35    | 1     | 2        | 0     | 2     | 9     | 3     | 1     | 71    | 4        | .248  | .272     | .422     | .694  |

- 2023年度シーズン終了時

### 年度別守備成績
| 年 度 | 球 団 | 左翼（LF） | 左翼（LF） | 左翼（LF） | 左翼（LF） | 左翼（LF） | 左翼（LF） | 中堅（CF） | 中堅（CF） | 中堅（CF） | 中堅（CF） | 中堅（CF） | 中堅（CF） | 右翼（RF） | 右翼（RF） | 右翼（RF） | 右翼（RF） | 右翼（RF） | 右翼（RF） | 外野  | 外野  | 外野  | 外野  | 外野  | 外野     |
| 年 度 | 球 団 | 試 合      | 刺 殺      | 補 殺      | 失 策      | 併 殺      | 守 備 率   | 試 合      | 刺 殺      | 補 殺      | 失 策      | 併 殺      | 守 備 率   | 試 合      | 刺 殺      | 補 殺      | 失 策      | 併 殺      | 守 備 率   | 試 合 | 刺 殺 | 補 殺 | 失 策 | 併 殺 | 守 備 率 |
| ----- | ----- | ---------- | ---------- | ---------- | ---------- | ---------- | ---------- | ---------- | ---------- | ---------- | ---------- | ---------- | ---------- | ---------- | ---------- | ---------- | ---------- | ---------- | ---------- | ----- | ----- | ----- | ----- | ----- | -------- |
| 2017  | MIL   | 8          | 6          | 0          | 0          | 0          | 1.000      | 8          | 18         | 0          | 0          | 0          | 1.000      | -          | -          | -          | -          | -          | -          | -     | -     | -     | -     | -     | -        |
| 2018  | MIA   | -          | -          | -          | -          | -          | -          | 106        | 270        | 2          | 9          | 0          | .968       | -          | -          | -          | -          | -          | -          | -     | -     | -     | -     | -     | -        |
| 2019  | MIA   | -          | -          | -          | -          | -          | -          | 60         | 138        | 4          | 4          | 1          | .973       | 11         | 19         | 1          | 1          | 1          | .952       | -     | -     | -     | -     | -     | -        |
| 2020  | MIA   | 21         | 14         | 0          | 0          | 0          | 1.000      | 7          | 15         | 0          | 0          | 0          | 1.000      | 31         | 34         | 0          | 1          | 0          | .971       | -     | -     | -     | -     | -     | -        |
| 2021  | MIA   | 51         | 77         | 3          | 2          | 1          | .976       | 33         | 55         | 2          | 1          | 0          | .983       | 4          | 7          | 0          | 0          | 0          | 1.000      | -     | -     | -     | -     | -     | -        |
| 2022  | SF    | 1          | 0          | 0          | 0          | 0          | ----       | 15         | 17         | 1          | 0          | 0          | 1.000      | -          | -          | -          | -          | -          | -          | -     | -     | -     | -     | -     | -        |
| 2023  | 巨人  | -          | -          | -          | -          | -          | -          | -          | -          | -          | -          | -          | -          | -          | -          | -          | -          | -          | -          | 82    | 151   | 3     | 2     | 1     | .987     |
| MLB   | MLB   | 81         | 97         | 3          | 2          | 1          | .980       | 229        | 513        | 9          | 14         | 1          | .974       | 46         | 60         | 1          | 2          | 1          | .968       | -     | -     | -     | -     | -     | -        |
| NPB   | NPB   | -          | -          | -          | -          | -          | -          | -          | -          | -          | -          | -          | -          | -          | -          | -          | -          | -          | -          | 82    | 151   | 3     | 2     | 1     | .987     |

- 2023年度シーズン終了時
- 各年度の太字はリーグ最高

### 記録
MiLB
- オールスター・フューチャーズゲーム選出：1回（2017年）

#### NPB
初記録
- 初出場・初先発出場：2023年3月31日、対中日ドラゴンズ1回戦（東京ドーム）、7番・中堅手で先発出場
- 初打席：同上、2回裏に小笠原慎之介から空振り三振
- 初安打・初打点・初本塁打：2023年4月4日、対横浜DeNAベイスターズ1回戦（横浜スタジアム）、3回表に濵口遥大から中越ソロ[27]
- 初盗塁：2023年7月2日、対阪神タイガース11回戦（東京ドーム）、3回裏に二盗（投手：才木浩人、捕手：梅野隆太郎）

### 背番号
- 20（2017年）
- 9（2018年 - 2019年、2024年5月28日 - ）
- 25（2020年 - 2021年）
- 29（2022年）
- 42（2023年）
- 39（2024年4月30日 - 同年5月27日）

### 登場曲
- 「MET GALA」Gunna（2023年 - ）
- 「4 Me feat. Kali Uchis」Don Toliver（2023年 - ）
- 「HOTEL ROBBY」Quavo & Takeoff（2023年 - ）